# Melitaea geminella
Melitaea geminella är en fjärilsart som beskrevs av Felix Bryk 1940. Melitaea geminella ingår i släktet Melitaea och familjen praktfjärilar. Inga underarter finns listade i Catalogue of Life.